# Lijst van voetbalinterlands Kenia - Togo
Deze lijst van voetbalinterlands is een overzicht van alle officiële voetbalwedstrijden tussen de nationale teams van Kenia en Togo. De landen speelden tot op heden zeven keer tegen elkaar. De eerste ontmoeting was een groepswedstrijd tijdens de Afrika Cup 1972 op 28 februari 1972 in Yaoundé (Kameroen). Het laatste duel, een kwalificatiewedstrijd voor de Afrika Cup 2021, werd gespeeld in Lomé op 29 maart 2021.

## Wedstrijden
| № | Plaats  | Datum            | Competitie                   | Wedstrijd    | Uitslag |
| - | ------- | ---------------- | ---------------------------- | ------------ | ------- |
| 1 | Yaoundé | 28 februari 1972 | Afrika Cup 1972              | Togo − Kenia | 1 − 1   |
| 2 | Nairobi | 7 september 2002 | Afrika Cup 2004 kwalificatie | Kenia − Togo | 3 − 0   |
| 3 | Lomé    | 22 juni 2003     | Afrika Cup 2004 kwalificatie | Togo − Kenia | 2 − 0   |
| 4 | Nairobi | 29 februari 2012 | Afrika Cup 2013 kwalificatie | Kenia − Togo | 2 − 1   |
| 5 | Lomé    | 17 juni 2012     | Afrika Cup 2013 kwalificatie | Togo − Kenia | 1 − 0   |
| 6 | Nairobi | 18 november 2019 | Afrika Cup 2021 kwalificatie | Kenia − Togo | 1 − 1   |
| 7 | Lomé    | 29 maart 2021    | Afrika Cup 2021 kwalificatie | Togo − Kenia | 1 − 2   |

## Samenvatting
| Competitie              | Totaal gespeeld | Winst Kenia | Gelijk | Winst Togo | Doelsaldo Kenia – Togo |
| ----------------------- | --------------- | ----------- | ------ | ---------- | ---------------------- |
| Afrika Cup              | 1               | 0           | 1      | 0          | 1 − 1                  |
| Afrika Cup-kwalificatie | 6               | 3           | 1      | 2          | 8 − 6                  |
| Totaal                  | 7               | 3           | 2      | 2          | 9 − 7                  |

KFF · Selecties · Keniaans vrouwenelftal
1926 – 1939 · 
1940 – 1949 · 
1950 – 1959 · 
1960 – 1969 · 
1970 – 1979 · 
1980 – 1989 · 
1990 – 1999 · 
2000 – 2009 · 
2010 – 2019 ·
2020 − 2029
Algerije ·
Angola ·
Australië ·
Bahrein ·
Botswana ·
Burkina Faso ·
Burundi ·
Centraal-Afrikaanse Republiek ·
China ·
Comoren ·
Congo-Brazzaville ·
Congo-Kinshasa ·
Djibouti ·
Egypte ·
Equatoriaal-Guinea ·
Eritrea ·
Ethiopië ·
Gabon ·
Gambia ·
Ghana ·
Guinee ·
Guinee-Bissau ·
India ·
Indonesië ·
Irak ·
Iran ·
Ivoorkust ·
Jemen ·
Jordanië ·
Kaapverdië ·
Kameroen ·
Koeweit ·
Lesotho ·
Liberia ·
Libië ·
Madagaskar ·
Malawi ·
Maleisië ·
Mali ·
Marokko ·
Mauritanië ·
Mauritius ·
Mozambique ·
Namibië ·
Nieuw-Zeeland ·
Nigeria ·
Oeganda ·
Oman ·
Pakistan ·
Qatar ·
Rusland ·
Rwanda ·
Senegal ·
Seychellen ·
Sierra Leone ·
Soedan ·
Somalië ·
Swaziland ·
Taiwan ·
Tanzania ·
Thailand ·
Togo ·
Trinidad en Tobago ·
Tunesië ·
Verenigde Arabische Emiraten ·
Zambia ·
Zimbabwe ·
Zuid-Afrika ·
Zuid-Korea ·
Zuid-Soedan ·
Zwitserland
FTF · Selecties · Togolees vrouwenelftal
1950 – 1959 · 
1960 – 1969 · 
1970 – 1979 · 
1980 – 1989 · 
1990 – 1999 · 
2000 – 2009 · 
2010 – 2019 ·
2020 − 2029
WK 2006
Algerije ·
Angola ·
Bahrein ·
Benin ·
Botswana ·
Bukina Faso ·
Centraal-Afrikaanse Republiek ·
Chili ·
Comoren ·
Congo-Bazzaville ·
Congo-Kinshasa ·
Denemarken ·
Djibouti ·
Egypte ·
Equatoriaal-Guinea ·
Ethiopië ·
Frankrijk ·
Gabon ·
Gambia ·
Ghana ·
Guinee ·
Guinee-Bissau ·
Iran ·
Ivoorkust ·
Japan ·
Kaapverdië ·
Kameroen ·
Kenia ·
Lesotho ·
Liberia ·
Libië ·
Liechtenstein ·
Luxemburg ·
Madagaskar ·
Malawi ·
Mali ·
Marokko ·
Mauritanië ·
Mauritius ·
Mozambique ·
Namibië ·
Niger ·
Nigeria ·
Oeganda ·
Oman ·
Paraguay ·
Rwanda ·
Sao Tomé en Principe ·
Saoedi-Arabië ·
Senegal ·
Sierra Leone ·
Soedan ·
Swaziland ·
Tsjaad ·
Tunesië ·
Verenigde Arabische Emiraten ·
Zambia ·
Zimbabwe ·
Zuid-Korea ·
Zuid-Soedan ·
Zwitserland
Frankrijk (2006) · 
Zuid-Korea (2006) · 
Zwitserland (2006)